# Katy Gallagher

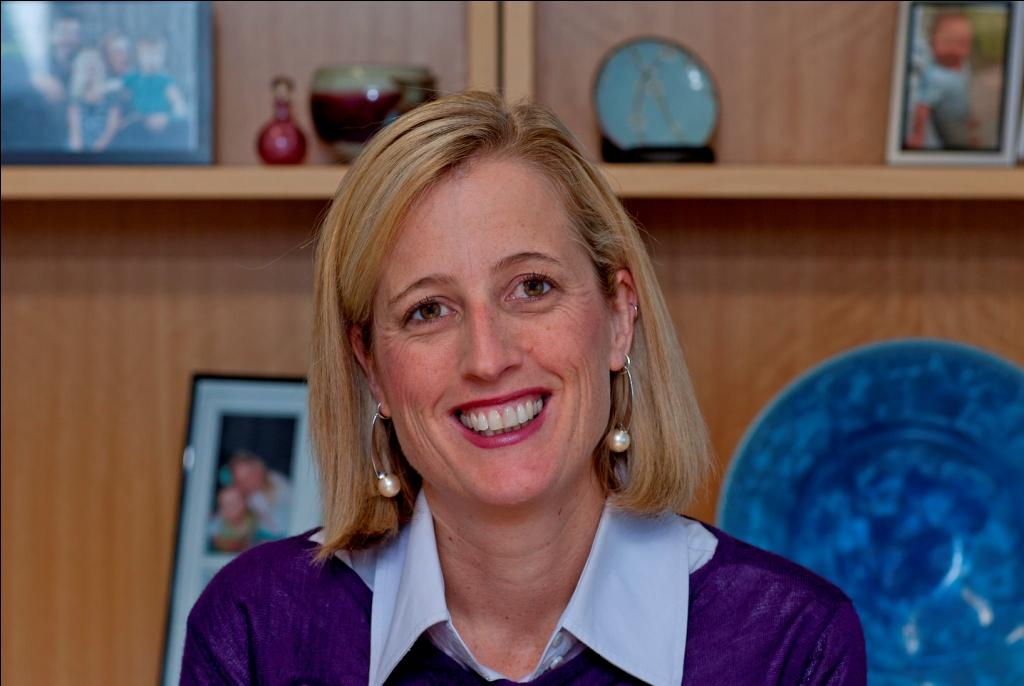
Katy Gallagher

Katy Gallagher (* 17. März 1970 in Weston Creek, Australian Capital Territory) ist eine australische Politikerin.

## Leben
Gallagher wuchs Weston Creek Distrikt von Canberra auf und besuchte die Melrose High School und das Stirling College. Sie schloss 1990 mit dem Bachelor of Arts in Politikwissenschaft und Soziologie an der Australian National University ab.
Sie war zunächst als Sozialarbeiterin beschäftigt und arbeitete mit behinderten Kindern. Von 1994 bis 1997 arbeitete sie als Anwältin für die People First ACT, eine Unterstützungsorganisation für geistig Behinderte. Gallagher beteiligte sich in der Arbeiterbewegung und war als Fallmanager und Veranstalter in der Public Sector Union tätig. Sie ist Mitglied der Australian Labor Party und war vom 16. Mai 2011 bis 11. Dezember 2014 Chief Minister des Australian Capital Territory (ACT) und somit auch Bürgermeisterin der Hauptstadt Canberra. Ihr Nachfolger im Amt ist Andrew Barr.
Seit 2015 ist sie mit einer Unterbrechung von 2018 bis 2019 Mitglied des Australischen Senats. Am 23. Mai 2022 wurde Gallagher als Finanzministerin, Ministerin für Frauen und Justizministerin in das Kabinett von Premierminister Anthony Albanese berufen.